# 萊昂鎮區 (密蘇里州劉易斯縣)
萊昂鎮區（英語：Lyon Township）是位於美國密蘇里州劉易斯縣的一個行政鎮區。

## 地方資料
萊昂鎮區的面積為165.16平方千米，當中陸地面積為164.76平方千米，而水域面積為0.39平方千米。根據2020年美國人口普查的數據，當地共有人口344人，而人口密度為每平方千米2.08人。